# 広尾駅 (北海道)

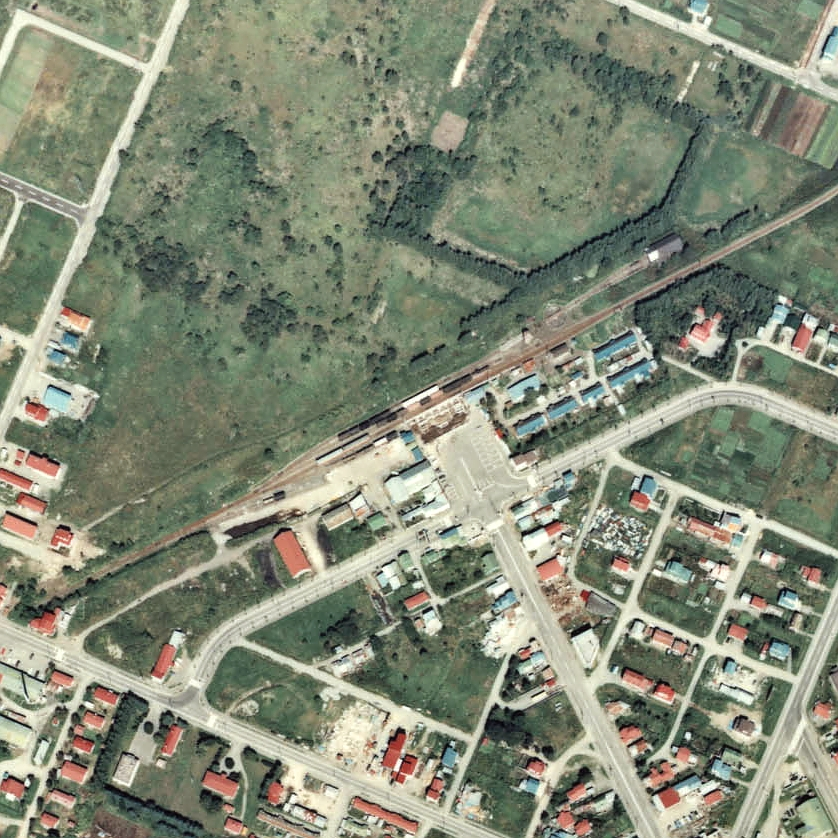
1977年の広尾駅と周囲約500 m範囲。右が帯広方面。

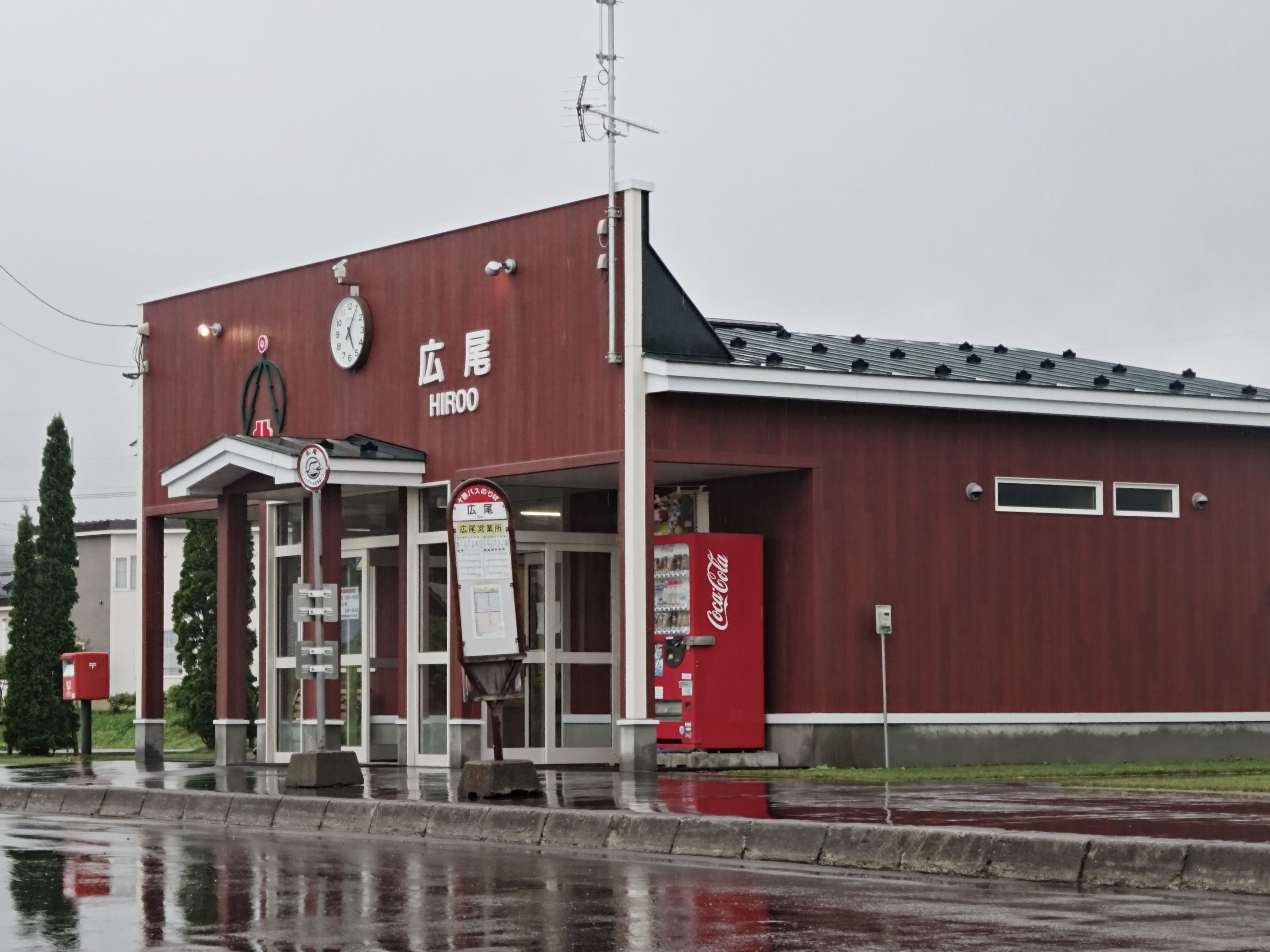
広尾駅跡地の現状（2021年6月）

広尾駅（ひろおえき）は、北海道（十勝支庁）広尾郡広尾町丸山通り北2丁目にかつて存在した、日本国有鉄道（国鉄）広尾線の駅（廃駅）である。電報略号はヒオ。事務管理コードは▲111516。

## 歴史
広尾線の終端駅であり、計画では当駅より襟裳岬経由で日高本線の終着駅であった様似駅まで延伸される予定だった。
一時期は最長片道切符の起終点だった。宮脇俊三の著書『最長片道切符の旅』では、始発駅として登場した。
- 1932年（昭和7年）11月5日 - 国有鉄道（鉄道省）広尾線大樹駅 - 当駅間の延伸開通（広尾線全通）に伴い、開業[4][5]。一般駅[6]。
- 1977年（昭和52年）11月15日 - 駅舎改築。
- 1982年（昭和57年）9月10日 - 貨物の取り扱いを廃止[1]。
- 1984年（昭和59年）2月1日 - 荷物の取り扱いを廃止[1]。
- 1987年（昭和62年）2月2日 - 広尾線の全線廃止に伴い、廃駅となる[1]。
- 2018年（平成30年）6月 - 駅舎解体、新しい待合所に建て替え。

### 駅名の由来
所在地名（村名→町名）より。

## 駅構造
廃止時点で、1面1線の単式ホームを有する地上駅であった。ホームは、線路の南東側（帯広方面に向かって右手側）に存在した。旅客列車の発着に使用する駅舎側の1番線（上下本線）の北側に、ホームを有さない2-4番線を有した。4番線からは北側に水槽及び転車台を有し（転車台は1983年（昭和58年）時点で現存していた）、終端部分が車庫2線となっていた側線が分岐していた。1-4番線は南西側で収束し、その延長上は入換線となっていた。さらにその途中から分岐する積卸線と、木材線を1線ずつ有した。また、1番線のホーム端部分から駅舎側に戻る形で分岐し駅舎南東側の切欠き部分の貨物ホームへの貨物側線を1本有していた。
職員配置駅で、駅舎は構内の南側に位置しホーム中央部分に接していた。駅舎は1977年（昭和52年）に開業時からの駅舎から改築された、船底形の鉄骨ヘーベンライト仕上げでモダンな構造の建物であった。「わたしの旅スタンプ」が設置されていた。

## 駅跡
廃駅後は広尾町が駅舎の払い下げを受け、1987年（昭和62年）7月に「広尾町鉄道記念館」としてリニューアルされた。旧駅舎内には展示スペースが設置され、当時使用していた閉塞器、通標、保線用具、備品、時刻表、駅スタンプ、写真パネル、沿線模型などが保存・展示されていた。駅スタンプは、さよなら列車運転記念のスタンプが10種類設置されていた。改札柵や、旧ホーム側に転轍てこや駅の銘板も残存していた。一方、レールは撤去され、駐車場になった。
駅構内跡地は「鉄道記念公園」として整備され、一角にはC11形蒸気機関車C11 176号機の動輪が保存・展示されている。またパークゴルフの施設が作られている。
廃止直後は駅舎裏に、キハ22形気動車キハ22 134や旧形客車・緩急車・貨車などが保存されていたが、状態悪化に伴い解体・撤去されている。
廃駅後の駅舎は、十勝バスとジェイ・アール北海道バスが乗り入れるバスターミナルとなった。出札窓口は十勝バス広尾案内所となり、廃止転換バスである同社広尾線の硬券乗車券も販売されていた。ジェイ・アール北海道バスの停留所は、日勝線は「広尾」、都市間バスは「広尾駅」を名乗っている。以前はJR北海道日高本線との連絡運輸も行っていたことから、いわゆる自動車駅として存続しているが、ジェイ・アール北海道バスの乗車券は取り扱っていない。国鉄時代に廃止され、旧駅舎がバス待合所として活用されている例は、北海道内では2009年（平成21年）時点で当駅と北檜山駅の2例のみであった。
その後、築40年を経過し雨漏りなどの老朽化が進んだこと、今後の維持費用が高額になることから、駅舎を解体して新たな待合所を設置することが決定。2018年（平成30年）6月に着工、同年12月ごろに新待合所が完成した。広尾線に関する展示品などは町立海洋博物館内の郷土文化保存伝習館へ移された。

改札口（2007年8月撮影）
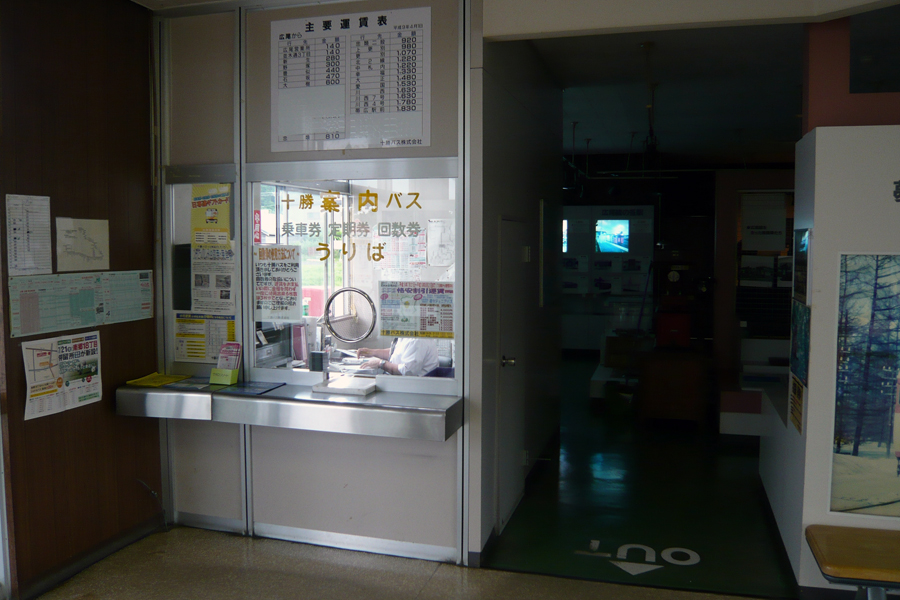
十勝バス広尾案内所となった出札窓口（2007年8月撮影）
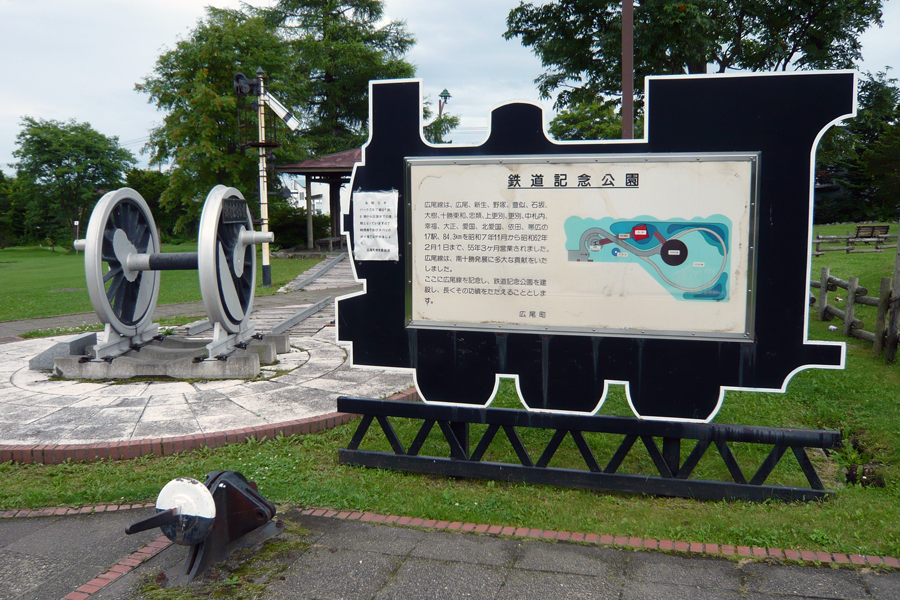
駅舎裏手の構内は駐車場と鉄道記念公園になっており、パークゴルフ場も併設している（2007年8月撮影）

## 利用状況
1981年度（昭和56年度）の1日当たりの乗降客数は234人。

## 駅周辺
- 北海道道414号広尾停車場線
- 国道336号
- 広尾町役場
- 広尾郵便局
- 十勝港 - 駅より東に約1 km[3]。
- 十勝神社 - 江戸時代の創建。350年以上の歴史がある十勝国一宮。
- 仙台藩トカチ陣屋跡 - 十勝が仙台藩領となり築城された際の土塁や碑などがあり、現在広尾町立広尾小学校が建っている。
- 広緑寺
- 広尾スキー場 - 駅より南西に約6 km[3]。
- 大丸山森林公園
- 大丸山 - 駅より北西に約1 km[3]。ツツジの名所でもある大丸山展望所がある[8]。
- フンベの滝 - 駅より南に約3.7 km[3]。

## バス路線
- 帯広駅バスターミナルより十勝バス広尾線で約2時間20分、「広尾」下車
- 様似（旧・様似駅）よりジェイ・アール北海道バス日勝線で約2時間、終点「広尾駅」下車
- JR札幌駅よりジェイ・アール北海道バス高速ひろおサンタ号で約4時間20分、「広尾駅」下車

## 隣の駅
日本国有鉄道
広尾線
新生駅 - 広尾駅